# Toma
Toma is een stad in Burkina Faso en is de hoofdplaats van de provincie Nayala.
Toma telt naar schatting 12.000 inwoners.

## Geboren in Toma
- 1922: Joseph Ki-Zerbo, politicus en historicus